# Leuze-en-Hainaut
Leuze-en-Hainaut (en való Leuze-e-Hinnot) és un municipi belga de la província d'Hainaut a la regió valona. Està compost per les seccions de Leuze, Chappelle-à-oie, Chapelle-à-Wattines, Blicquy, Gallaix, Gandmetz, Pipaix, Thieulain, Tourpes i Willaupuis.

## Agermanaments
- Loudun (Poitou-Charentes)
- Carencro (Louisiana)
- Ouagadougou